# Cion bölcseinek jegyzőkönyvei
A Cion bölcseinek jegyzőkönyvei a 20. század elején terjesztett antiszemita pamflet, amely bizonyítani kívánja az egész világra kiterjedő zsidó összeesküvést. Ismeretlen szerkesztők állították össze Maurice Joly szatirikus írásából (Alvilági párbeszédek Machiavelli és Montesquieu között) és más fiktív szövegekből. Habár többszörös bizonyítást nyert, hogy a jegyzőkönyveknél hamisításról van szó, a világ antiszemitái és az összeesküvés-elméletek hívei között még ma is sokan hisznek autentikusságában.

## Tartalma
A Jegyzőkönyvek-et világméretű zsidó összeesküvés titkos dokumentumaiként adták ki. Ténylegesen ez több fiktív szöveg összeszerkesztése. A mintegy nyolcvan oldal hosszú szöveg 24 fejezetre oszlik, mindegyik egy állítólagos gyűlést reprezentál és egy fiktív beszéd formáját ölti, melyet egy zsidó vezető a „Cion bölcsei” egybegyűltjeinek mond el.
A névtelen beszélő elmagyarázza, hogyan tervez az állítólagos világ-zsidóság a különböző államok kormányzataiba behatolni és ezzel a világ feletti uralmat átvenni, melyet ő „erőszak-uralomnak” és „átfogó terrornak” ábrázol. Többek között előadja:

„A mi jelszavunk: – erőszak és megtévesztés. Politikai ügyekben csak az erőszak győzedelmeskedik, különösen ha az államférfiak számára fontos képességben van elrejtve. Az erőszak legyen az alapelv, a megtévesztés és ravaszság pedig a követendő irányvonal ama kormányok számára, melyek nem akarják koronáikat valamely új hatalom lábai elé helyezni. (1. jegyzőkönyv)”

A francia forradalom jelszavát: „Liberté, Égalité, Fraternité” is állítólag a zsidók terjesztették el azzal a céllal, hogy a tömegek nyomására az állam igazi szabadságát és jólétét szétrombolják. A jelenben a zsidók önmagukat mint az elszegényített munkásság felszabadítóit tüntetik fel. Szocialisták, anarchisták és kommunisták állítólag az általuk szervezett „szabadkőműves páholyok hadserege“, mellyel ők „a munkásság számára az általános emberiség szolgálatát mímelnék“. A valóságban azonban a zsidók továbbra is gondoskodnának arról, hogy a munkásság állandóan éhezzék, így az legyengüljék és a tőkének még több hatalma lehessen felette, mint amit bármikor királyi hatalom a nemességnek adhatott volna.

„ Az ínség, valamint az ezáltal előidézett irigység és gyűlölet révén fogjuk mozgatni a tömegeket és az ő kezeikkel fogjuk elsöpörni mindazokat, akik akadályoznak utunkon. (3.jegyzőkönyv)”

A világ feletti hatalom terveinek keresztülviteléhez a szöveg a fiktív összeesküvőknek nem engedi meg még azt sem, hogy visszariadjanak a háborúktól:

„Minden ellenszegülésre azzal kell tudnunk válaszolni, hogy annak az országnak szomszédaival, amely szembe merészel helyezkedni velünk, háborút viseltetünk az ellenszegülő ellen; ha pedig ezek a szomszédok megkockáztatnák, hogy közösen lépjenek fel velünk szemben, világháború kirobbantásával kell védekeznünk. (7. jegyzőkönyv)”

Állítólag az antiszemitizmus is az ő céljaikat szolgálja 

„Ha manapság egyes államok tiltakoznak ellenünk, ez csak a forma kedvéért, beleegyezésünkkel és utasításunkra történik, az ő antiszemitizmusukra ugyanis elengedhetetlenül szükségünk van az alsóbb rétegekhez tartozó testvéreink kézbentartásához. (9. jegyzőkönyv)”

A sajtószabadságot állítólag előbb ki kell használniuk a zsidóknak, míg meg nem szerzik az uralmat, azután pedig korlátozni kell a hatalmuk megszilárdítására és „nevelési” célok érdekében, hogy döntő befolyásra jussanak a szuverén nemzetállamok politikájára:

„ Az irodalom és az újságírás a legfontosabb nevelési tényezők közé tartozik és kormányunk ezért meg fogja szerezni az újságok túlnyomó részének tulajdonjogát. Ez semlegesíteni fogja a magánkézben lévő sajtó ártalmas befolyását és lehetővé teszi majd számunkra, hogy hatalmas befolyást gyakoroljunk a közvéleményre....Újságaink képviselni fognak minden lehetséges árnyalatot - lesznek közöttük arisztokrata, köztársaságpárti, forradalmi, sőt még anarchista lapok is -, természetesen csak addig, amíg az alkotmány érvényben van... Visnu hindu istenséghez hasonlóan száz kezük lesz, s ezek mindegyike rajta tartja majd az ujját a közvélemény különböző irányzatainak egyikén, a mi kívánságunknak megfelelően. (12. jegyzőkönyv)”

Ezen az úton járva a zsidók beszőnék az egész társadalmat a spiclijeikkel, szolgáikkal és segítőikkel, mellyel az tudatosan, vagy tudat alatt az ő uralmukat biztosítaná:

„ Ügynökeinket egyaránt fogjuk kiválasztani a magasabb és az alsóbb társadalmi rétegekből, a tisztviselők közül, akik szórakozással töltötték idejüket, a szerkesztők, nyomdatulajdonosok, és kiadók, könyvkereskedők, alkalmazottak és kereskedők, munkások, kocsisok, lakájok, stb. közül. (12. jegyzőkönyv)”

Az államok feletti ellenőrzésnek egy további eszköze lenne aranystandard, mely magával hozná majd a fizetési eszközök hiányát, a deflációt és a kormányzatokat arra kényszerítené, hogy államkölcsönökkel a zsidóknál eladósodjanak:

„ A kölcsönök Damoklész-kardjaként lógnak az uralkodók feje felett, akik ahelyett, hogy ideiglenes adót vetnének ki alattvalóikra, kinyújtott kézzel koldulni mennek a mi bankárainkhoz. (20. jegyzőkönyv)”

Arra az esetre, ha a gójok (a nem zsidók zsidó megjelölése) kormányai ezt a gigantikus összeesküvést felfedeznék és ellenszegülnének a zsidók hatalmának, „szörnyű” terroreszköz bevetésére kerülne sor: ezek (bármily nevetségesnek tűnjék is ez ma) a földalatti vasutak. (Ilyeneket építettek éppen a Jegyzőkönyvek összeállításakor Londonban és Párizsban):

„ Önök azt mondhatnák, hogy a gójok fegyverrel a kezükben fognak nekünk jönni, ha idő előtt rájönnek arra, hogy valójában mi folyik körülöttük; ez ellen azonban Nyugaton oly szörnyű terroreszközünk van, melytől még a legbátrabbak is remegnek, – a földalatti helyiségek, a földalatti vasutak, azok a földalatti folyosók, amelyek még az idő elérkezése előtt készen lesznek valamennyi világváros alatt s ahonnan ezeket a fővárosokat minden szervezetükkel és irattárukkal együtt a levegőbe fogjuk röpíteni. (9. jegyzőkönyv)”

## A Jegyzőkönyvek előtörténete
A szöveg mintájaként egy pamflet szolgált Dialogue aux enfers entre Machiavel et Montesquieu (Alvilági párbeszédek Machiavelli és Montesquieu között), mely a francia Maurice Joly írása, (1864-ben név nélkül jelent meg Genfben).
Ebben a fiktív párbeszédben Machiavelli és Montesquieu nem juttat a zsidóknak semmilyen szerepet, hanem sokkal inkább III. Napóleon francia császárt támadja Machiavelli alakján keresztül. Joly forrásaként e párbeszédek megírásához Eugène Sue, francia szerző Les Mystères du Peuple (1856) című munkája szolgált – mint azt Umberto Eco a Jegyzőkönyvek vizsgálatával kimutatta.
A Jegyzőkönyvek megformálásában szerepet játszott Hermann Goedsche német postahivatalnok és író szenzációt keltő regénye a Biarritz (1868) is. A regény beszámol egy a prágai temetőben tartott gyűlésről, ahol a világ meghódításának terve fejlődését beszélik meg Izrael 12 törzsének képviselői.
Ez a jelenet később, 1876-ban újra megjelenik egy orosz irományban, amely a Goedsche által leírt fiktív történetet most már valóságosként állítja be. Egy évvel még később ezek a beszédek felbukkantak Németországban, Franciaországban és Ausztriában. Egyes esetekben a beszédeket egyetlen személyhez rendelték hozzá és A rabbi beszédei címmel adták ki.
1881-ben a Le Contemporain jobboldali katolikus újság Franciaországban leközölte a történetet valamelyest megváltoztatott formában, a 12 beszédet egyetlen egésszé átszerkesztve. A Le Contemporain közölte még, a híradás „Sir John Readcliff” angol diplomata hamarosan megjelenő könyvéből való; ez a név azonban Goedsche írói álneve volt.
A Jegyzőkönyvek szerzője és hamisítója pontosan máig sem ismert. Több szakértő gyanítja, hogy ő az Ohrana, a cári titkosrendőrség köreiben keresendő. Pjotr Racskovszkij (1853–1910), a külföldi kérdésekkel foglalkozó párizsi részleg vezetője és asszisztense Matvej Golovinszkij (1865–1920) állnak különös gyanú alatt, mint a Jegyzőkönyvek megírói, akik ezzel kívánták II. Miklós orosz cárt meggyőzni a liberalizmus káros voltáról.
A kutatások mindenesetre inkább több szerzőt valószínűsítenek. Cesare Giuseppe De Michelis olasz irodalomtudós rekonstruálta a különféle orosz változatok alapján az eredeti szöveget. Ebből kitűnik, hogy több szerző munkája a Jegyzőkönyvek.

## Történelmi múltja
1869-ben Oroszországban megjelent Jakov Brafman (kb. 1825–1879) brosúrája a Knyiga kagala (magyarul: A kahal könyve, vagy A gyülekezet könyve). Brafmannak akinek – mint hitéről áttértnek – a héber nyelv feltehetően anyanyelve volt.
A Knyiga kagala a Jegyzőkönyvek korábbi változatának lehetett a forrása, amely változat 1903 augusztusa és szeptembere között jelent meg a szentpétervári Znamja újságban. Az a változat, melyet végül világszerte elterjesztettek, mégis Szergej Nyilusz (1862–1929): A nagy kicsinyben, avagy az Antikrisztus és az ördög közeledő uralma a Földön című könyve – amely 1905-ben jelent meg – második kiadásából származik.
A Jegyzőkönyvek-et Oroszországban a szószékekről olvasták fel. A viszonylag nagy feltűnés után csak kevés ember érdeklődött a szöveg iránt, melyről egyre többen belátták, hogy csupán egy összeesküvés-elmélet. Ez azonban az 1917-es októberi orosz forradalom után megváltozott. A polgárháborút követő években, amikor a fehérek a Jegyzőkönyvek-et kezdték el tanulmányozni, hogy így értsék meg a számukra érthetetlen történéseket.
A balti német emigráns Alfred Rosenberg hozta őket Nyugat- és Közép-Európába, mert remélték, hogy segítségével szervezkedni lehet a bolsevikok ellen. Németországban megjelent Theodor Fritsch és Ludwig Müller von Hausen (Gottfried zur Beek írói álnév alatt) fordítása, mely 22 kiadást élt meg 1938-ig. Az első kiadás 1920 januárjában jelent meg. Konstantin von Gebsattel, a Német Népi Véd- és Dacszövetség titkos vezetője (akinek a Jegyzőkönyvek már 1919 márciusában rendelkezésére álltak) úgy nyilatkozott egy Heinrich Claßhoz írt levelében: „Hamisítvány-e, vagy sem, mindenesetre megfelel a valóságnak.“ A Völkischer Beobachter nemzetiszocialista újságban megjelent Rosenberg részleges kiadása, valamint egy kommentált kiadás (előbb 1923-ban), ami publicisztikai siker volt.
A Jegyzőkönyvek hatásával gyilkosságokat és merényleteket is kapcsolatba hoztak a weimari köztársaságban. 1922-ben Pavel Miljukov történész, az orosz emigránsok legfontosabb vezetője lett ilyen merénylet célpontja. A gyilkosok – Pjotr Sabelszkij-Bork és Fjodor Vinberg – azonban nem őt ölték meg, hanem Vlagyimir Nabokovot, aki Miljukovot védte. Még több figyelmet kapott ugyanebben az évben a Walther Rathenau-gyilkosság. Az ő gyilkosai a Jegyzőkönyvek közvetlen hatása alatt cselekedtek. Rathenau az antiszemita agitáció fő célpontja volt és „Cion bölcseinek egyikének számított a 300 között, akik vele állítólag hatalomra jutottak“.
Hitler a Mein Kampf-ban kijelentette, a Jegyzőkönyvek-nek feltétlen igazaknak lenniük, mivel az általa zsidó újságnak tekintett Frankfurter Zeitung autenticitásukat megkérdőjelezte. Julius Streicher a Der Stürmer nevű propagandaújságában viszont egyenesen felmagasztalta azokat. Hitler sem szégyellte a jegyzőkönyvekben szereplő idézetet „Minden, ami júda népének hasznos, erkölcsös és hasznos“ átformálva kölcsönözni: „Igaz az, ami a német népnek hasznos.” A Cion bölcseinek jegyzőkönyvei a nemzetiszocializmus alapvető szövegévé lettek. Norman Cohn brit történész találóan nevezte a Jegyzőkönyveket „a népirtás igazolásának“.
A Jegyzőkönyvek angol fordítása The Jewish Peril címen 1920 elején jelent meg a brit könyvpiacon. A Morning Post újság leközölte a szöveget, de kétségbe vonta annak valódiságát. Miután a The Times a könyvet előbb nagyon egyetértően fogadta, Philip Graves, a lap sokéves tudósítója 1921-ben Isztambulban hozzájutott Joly könyvének egy 1864-ből származó eredeti példányához és kiderítette a hamisítást.

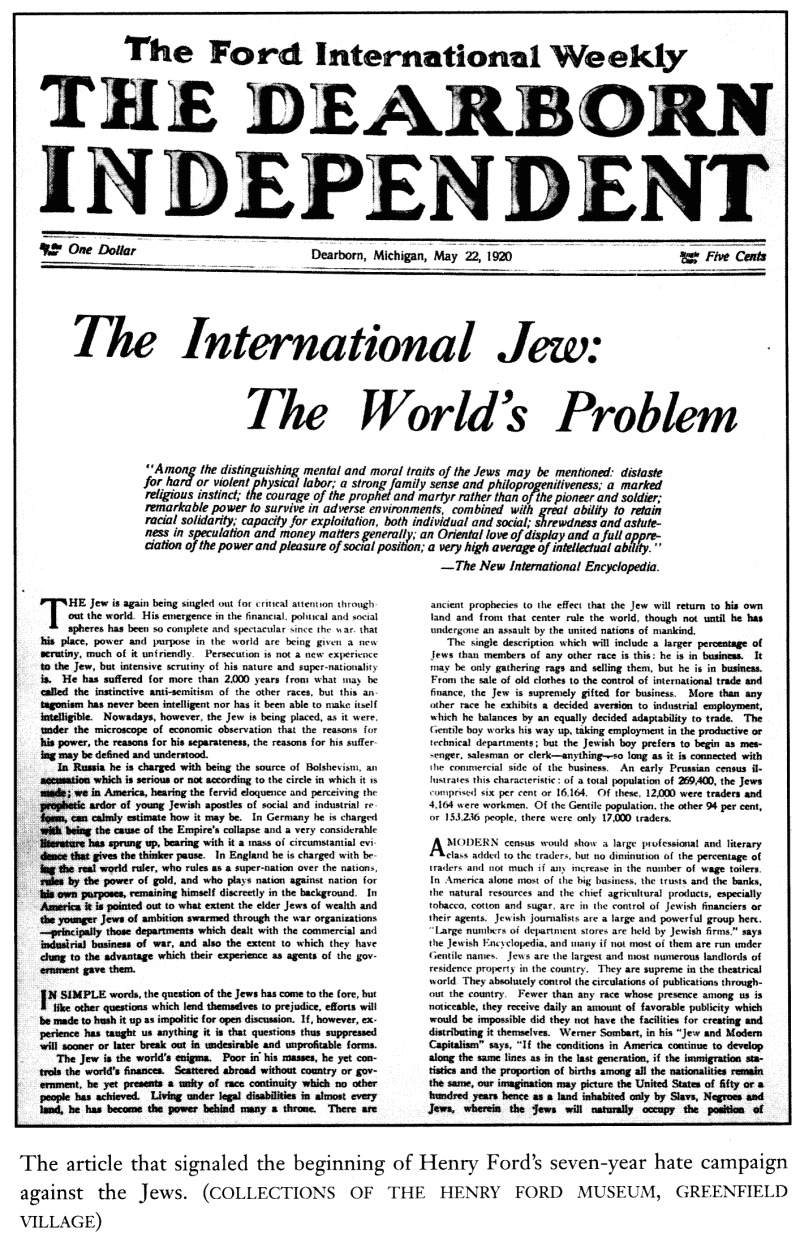
Henry Ford a saját ujságjában tette közzé az antiszemita írásait

Az USA-ban Henry Ford gyártulajdonos kiadta a The International Jew: The world's foremost problem (A nemzetközi zsidó: a világ legfontosabb problémája) című könyvét. Ezt 16 nyelvre lefordították. Ezzel a Jegyzőkönyvek-et elterjesztették az egész világon; megjelent Franciaországban, Norvégiában, Dániában, Lengyelországban, Bulgáriában, Olaszországban, Görögországban és végül elérte Japánt, és Kínát is.
A Jegyzőkönyvek kiadója elleni, 1933 és 1935 közötti Bernben tartott bírósági perek nem segítettek. 1935 májusában a bírák ugyan a Jegyzőkönyveket plágiumnak és rágalmazó irodalmi műnek nyilvánították, pénzbüntetésre ítélték a kiadót, de ezt az ítéletet 1937 novemberében formai hibák alapján a fellebbviteli bíróság törölte. Az alperes kártérítési igényét azonban elutasították a következő indoklással: „Aki aljas hecciratokat forgalomba hoz, annak magának kell viselnie az abból keletkező költségeket.“
1938-ban a Muszlim Testvériség egy konferenciáján (Iszlám parlamenterek konferenciája Palesztina érdekében) a Jegyzőkönyvek arab fordítását és Hitler Mein Kampf c. könyvét osztották szét. Ezzel kezdődött el a pamflet karrierje az iszlám világban.

## Jelene
A második világháború vége óta a Jegyzőkönyvek Nyugat-Európa és Közép-Európa nyilvánossága elől eltűntek. Már csak kevés antiszemita hivatkozik manapság a Jegyzőkönyvekre. Egyikük Horst Mahler. Németországban a terjesztésük népuszításnak nevezett bűntényt jelent.
Az USA-ban Walmart, a világ legnagyobb forgalmát lebonyolító vállalkozása 2004 januárjáig forgalmazta a Jegyzőkönyvek-et.
Bizonyos ezoterikus körökben az antiszemitizmus részben illegális publikációit a pult alól árulják, például Jan van Helsing A huszadik század titkos társaságai c. könyve (Jan Udo Holey írói álneve). Holey 1995-óta a háromkötetes munkában – melyet 1996-ban betiltottak, de addig és azután is még kelendő volt – terjesztette a Jegyzőkönyvek-et, ezúttal azonban ezoterikus-okkult interpretációban. Emellett a szélsőjobboldali összeesküvés-elméleteknek szinte valamennyi gonosztevőjét felsorolta: illuminátusok, szabadkőművesek, űrlények stb. Ebben a revizionista történelem-felfogásban Hitler „Cion bölcseinek“ bábjaként jelenik meg. Vagyis így a zsidók maguk a felelősei a holokausztért.
Stefan Erdmann ezoterikus író a Jegyzőkönyvek szövegét egy megvalósítandó új világrend bizonyítékaként kezeli és állítja, ezek „nem vonhatók kétségbe” sőt ezeket „nagyrészt már meg is valósították”. Johannes Rothkranz teológus hasonlókat ír könyvében „A Cion bölcseinek jegyzőkönyvei – megvalósultak!“ A Hunhír („az első radikális portál”) magyar honlap ugyanezt az állásfoglalást osztja, de összetéveszti Herzl Tivadar: A zsidó világgyarmat programja című könyvét a Jegyzőkönyvek-kel. A jegyzőkönyvek valódiságának egyik „legerősebb érve” szerinte is a keletkezésük (1897) óta már valóságosan bekövetkezett események.
Elterjedt a zsidók világhódító programjában való hit az arab és muzulmán országokban is az ottani antiszemiták útján. Ugyanakkor azonban a Jegyzőkönyvek leleplező kritikája mindeddig alig ismert. 1970-ig az arab világban legkevesebb kilenc új kiadása jelent meg a Jegyzőkönyvek-nek. Ma a kiadások számát legkevesebb hatvanra becsülik. Az interneten is megtalálhatók a szövegek.
Fejszál szaúdi király a Jegyzőkönyvek-et ajándékba adta az állam vendégeinek, mint például Henry Kissingernek, Aldo Morónak vagy Michel Jobert francia külügyminiszternek.
2002-ben Egyiptomban sugároztak egy tv-sorozatot, mely a Jegyzőkönyvek-re épült; 2004-ben követte ezt egy libanoni, a Hezbollahhoz közel álló adó. Arab országokból származó példányokat nyomtattak ki a külföld számára idegen nyelven, többek közt Fekete-Afrika számára és olyan országok számára, ahol izraeli fejlődést segítő szervek tevékenykedtek. Eközben a szövegek számos feldolgozást értek meg: egy arab publicista úgy írja le őket, mint egy „titkos cionista gyűlés” jegyzőkönyveit, ami 1954-ben Budapesten volt; egy másik publicista pedig úgy minősíti, mint az 1897-ben Bázelban megtartott első cionista világkongresszus protokolljait.
2004-ben a Palesztin Nemzeti Hatóság kiadott egy történelemkönyvet a tizedikes iskolások számára. Ebben is az első bázeli cionista kongresszus határozataiként szerepelnek a Jegyzőkönyvek. Nemzetközi tiltakozások eredményeképp egy új kiadást kellett megjelentetni, a Jegyzőkönyvek-re való utalások nélkül.
A Hamász a Chartája 32. fejezetében hivatkozik a Jegyzőkönyvek-re.
2005-ben a Frankfurti Könyvvásáron Irán részlegében a Jegyzőkönyvek-et az állami Iszlám Propaganda Szervezet kiadásában Zsidó konspiráció címmel kínálták eladásra anélkül, hogy a kiállítás vezetése vagy a rendőrség közbeavatkozott volna.
Cion bölcseinek jegyzőkönyvei az 1990-es évek közepén feltűnt Közép- és Kelet-Európában is. Előtte megjelentek Afrikában és Dél-Amerikában, Pakisztánban, Malajziában és Japánban. 2001-ben Németországban indexre került, mint az ifjúságot veszélyeztető irodalom. Az USA-ban az 1970-es években szélsőjobboldali csoportosulások (National States' Rights Party és a kaliforniai Noontide Press) gondoskodtak az összeesküvés-elméletek terjedéséről. A szélsőjobboldali Militia Immaculatae valamint az Iszlám Nemzet ma is propagálják őket.
Richard Williamson a Szent X. Piusz Papi Testvérületnek a holokauszt tagadásáról hírhedt püspöke, prédikációiban és körleveleiben évtizedek óta hivatkozik a Jegyzőkönyvek-re, melyeket „Istentől küldötteknek” jelölt meg. A kör más képviselői is, maga az elhunyt alapító érsek Lefebvre is szívesen használták a „zsidó–szabadkőműves–ateista” világ-összeesküvés koncepcióját.

## Fordítás
- Ez a szócikk részben vagy egészben  a   Protokolle der Weisen von Zion című német Wikipédia-szócikk fordításán alapul.  Az eredeti cikk szerkesztőit annak laptörténete sorolja fel. Ez a jelzés csupán a megfogalmazás eredetét és a szerzői jogokat jelzi, nem szolgál a cikkben szereplő információk forrásmegjelöléseként.